# Krocht (Haarlem)
De Krocht is een straat in het centrum van Haarlem. De korte straat en kleine vernauwing vormt een verbinding tussen de Kruis- en Smedestraat, onderdeel van de Rode Loper, en de Nieuwe Groenmarkt. Tevens komen de Lange Margarethastraat, Zoetestraat, Ursulastraat en de Barteljorisstraat uit op de Krocht.
Het straatje - dat ook gezien kan worden als een smal plein - is onderdeel van het regionaal fietsnetwerk dat van het Station Haarlem via de Zijlstraat naar de Gedempte Oude Gracht loopt. De naam van de straat is afkomstig van het woord croft, dat zoiets betekent als; klein stuk wei- of bouwland of akker.

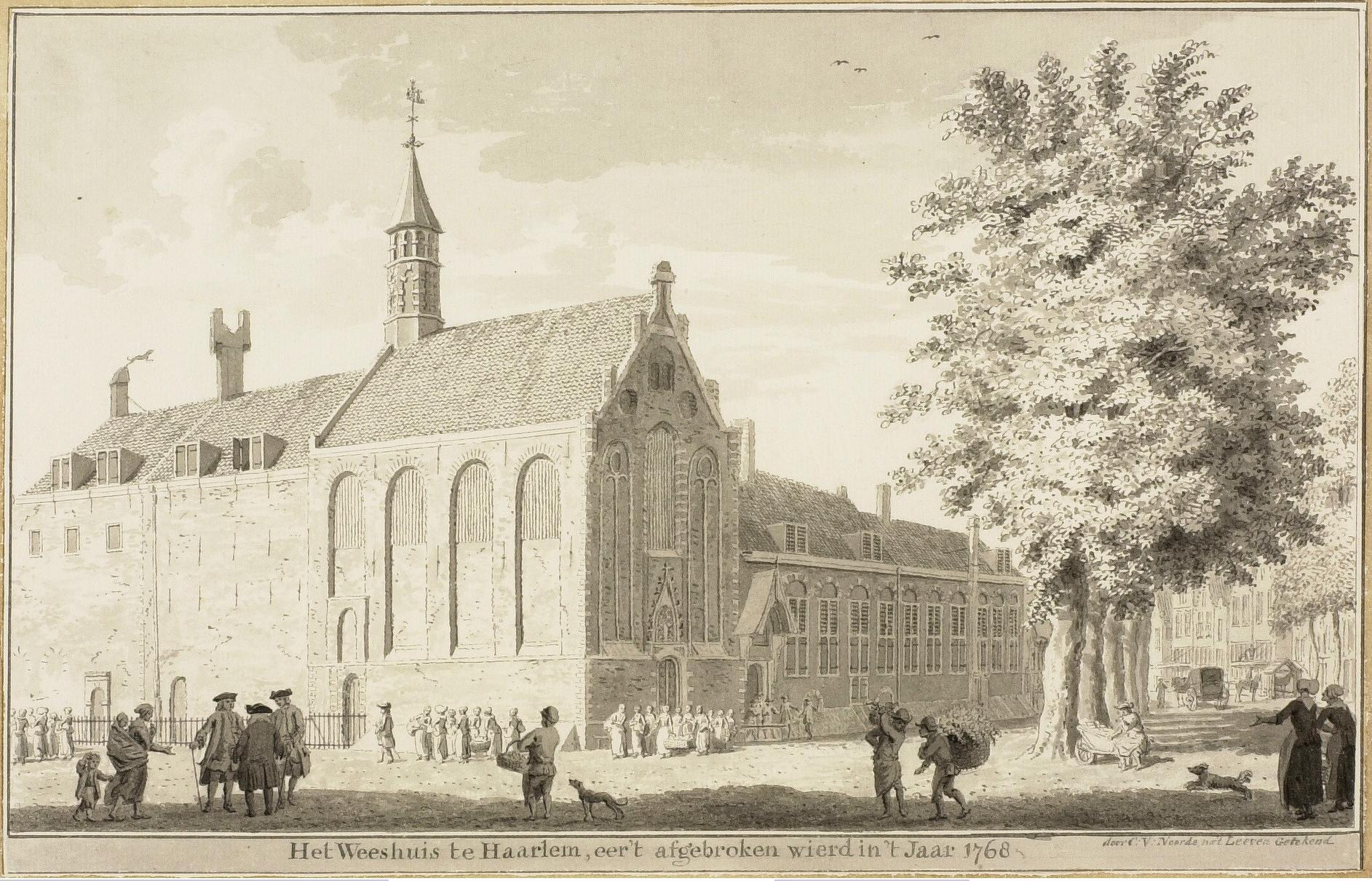
Het 'Heilige Geesthuis' of Kinderhuis, aan de Krocht in Haarlem voordat het werd gesloopt in 1768. Hedendaags de locatie van het Hofje van Oorschot.

Op de hoek met de Lange Margarethastraat werd in 1876 de hogereburgerschool voor meisjes gebouwd. Aan deze HBS studeerde ook de Nederlandse archivaresse Gerda Hendrika Kurtz. Op de hoek met de Kruisstraat staat het Hofje van Oorschot. Op de plek van dit hofje stond tot en met 1768 het Heilige Geesthuis.

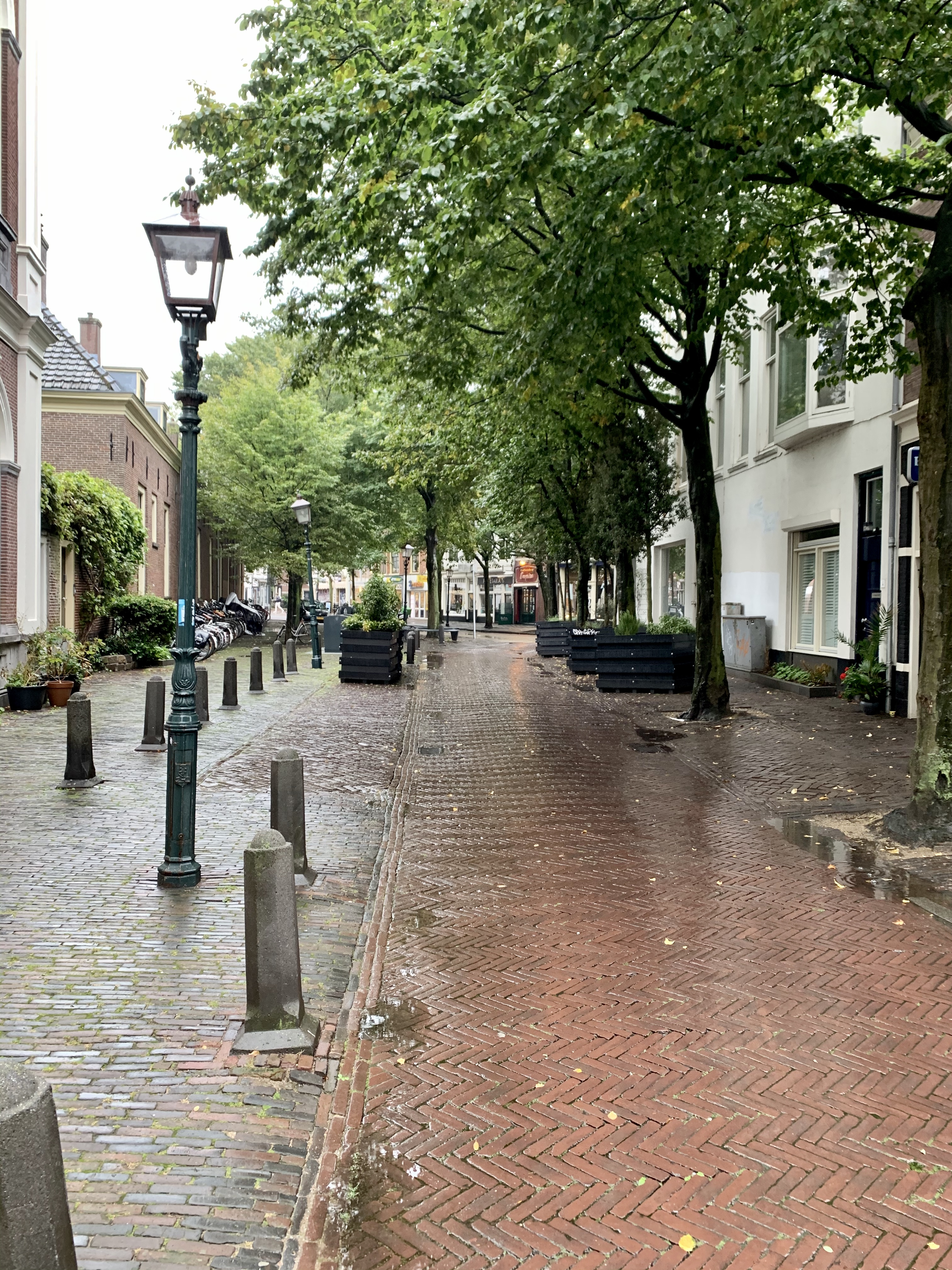
Het Krocht vanuit de Ursulastraat in oostelijke richting gezien